# Château de Thirlestane

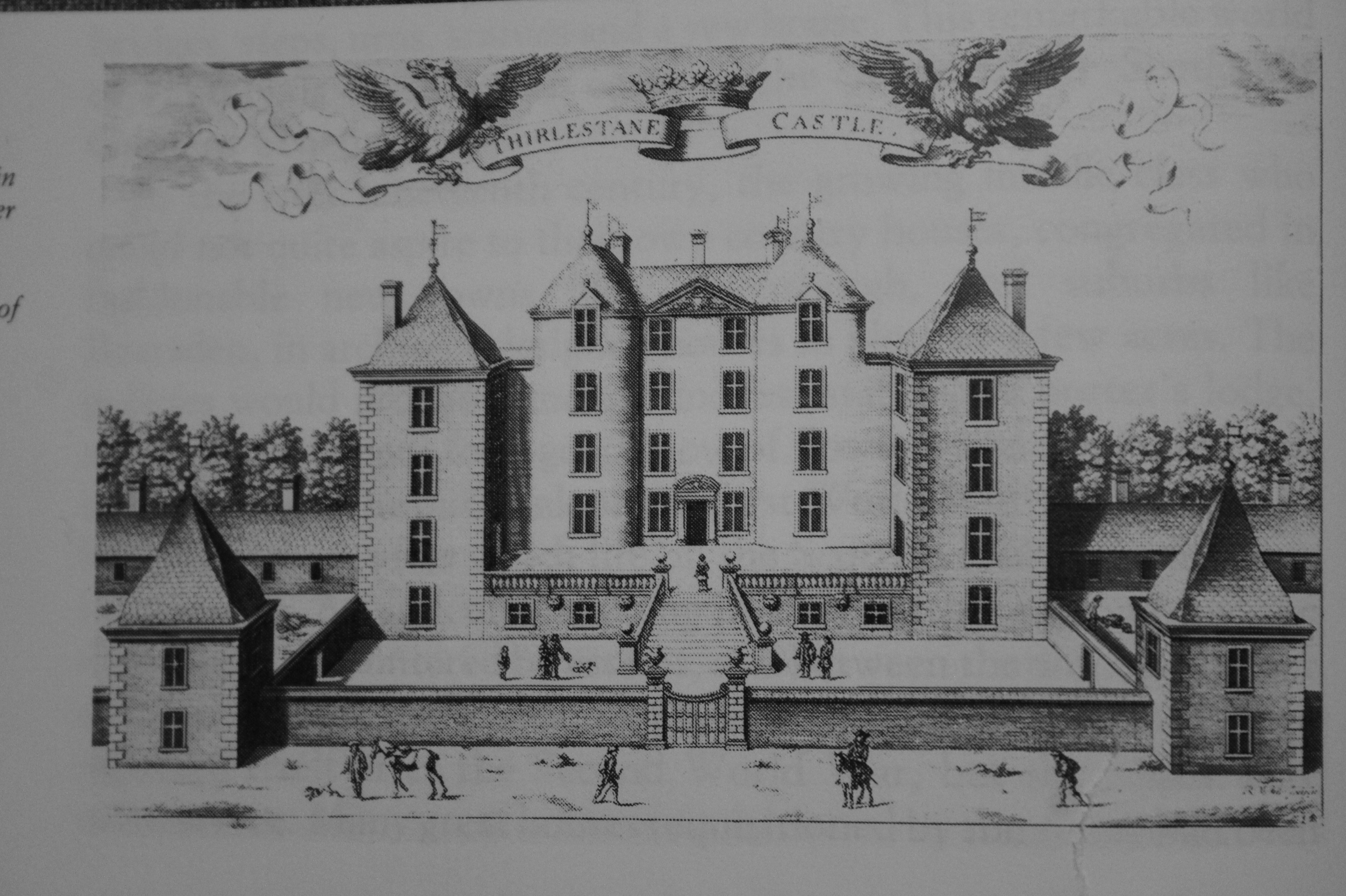
Château de Thirlestane vers 1690 par le Cpt John Slezer

Le château de Thirlestane est un château situé dans un vaste parc près de Lauder dans les Scottish Borders en Écosse. Le site porte bien son nom de Castle Hill, car il se dresse sur un terrain surélevé. Cependant, le domaine arborée se trouve à l'intérieur de Lauderdale, la vallée du Leader Water. Le terrain appartient à la famille Maitland depuis 1587 et Thirlestane sert de siège aux comtes de Lauderdale. Le château est considérablement agrandi dans les années 1670 par le premier et unique duc de Lauderdale. D'autres ajouts sont faits au XIXe siècle. Le château est maintenant pris en charge par une fiducie caritative et est ouvert au public.

## Histoire du château
Avant le XIIIe siècle, un grand fort ou château est construit sur Castle Hill près du Leader Water. C'est le site de l'ancienne église de Lauder, où en 1482, les favoris de Jacques III, dont l'architecte Robert Cochrane, sont traînés par des nobles dirigés par Archibald Douglas, 5e comte d'Angus et pendus au (précédent) pont de Lauder. Les sites de l'ancien kirk et du pont à partir desquels Cochrane et ses collègues sont pendus, sont maintenant dans les abords immédiats du château de Thirlestane, l'église à environ 60 mètres de la façade ouest et le pont à environ 400 mètres au nord-est.
Ce château passe à Robert Lauder, qui le donne en dot à sa fille Alison et à son mari George Wedderhede en 1532. Ce couple et leur fils sont tous assassinés dans des querelles, Alison en 1547. Vraisemblablement, les terres reviennent à ses parents, sa mère étant Alison Cranstoun. Ils meurent tous les deux dans la seconde moitié de 1567, ne laissant que de jeunes petits-enfants comme héritiers.
Pendant la guerre avec l'Angleterre connue sous le nom de « Rough Wooing », le site du château actuel est occupé par un grand fort d'artillerie anglais et une garnison. Sur le plan de Thomas Pettit, arpenteur de Calais, le fort est commencé le 5 avril 1548 par Robert Bowes et est estimé à 296 £ et est achevé en quatre semaines. Hugh Willoughby en est le capitaine. Les villageois de Lauderdale et plus loin sont sommés de démolir le fort et d'aider à transporter l'artillerie restante au château de Hume en juin 1550.

### La famille Maitland

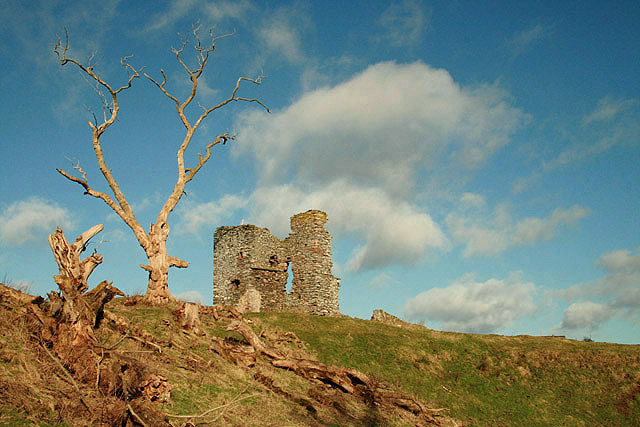
Tour de pelage originale de Maitland (vieux château de Thirlestane

Les Maitlands arrivent en Grande-Bretagne depuis la Normandie avec Guillaume le Conquérant en 1066, s'installant à l'origine dans le Northumberland. Ils acquièrent du pouvoir et de l'influence à la suite du service militaire, mais en grande partie grâce à leurs contributions au droit et aux arts au XVIe siècle. William Maitland de Lethington, est secrétaire de Marie Stuart, son jeune frère, Sir John Maitland, est secrétaire d'Écosse, et achète Thirlestane en 1587. La même année, il construit un grand donjon carré ou maison-tour sur les fondations et les murs du fort d'origine. En 1590, Sir John est nommé lord chancelier d'Écosse et est anobli en tant que Lord Maitland of Thirlestane. Cette nouvelle maison près de Lauder remplace le château de Thirlestane d'origine, une tour pele située à environ un mile au sud-est, dont les ruines existent toujours près du hameau de Thirlestane.
Jacques VI d'Ecosse s'y rend plusieurs fois. Il vient en février 1591 pour célébrer le mariage de la nièce de John Maitland avec le laird de Lugton. Il y séjourne de nouveau en octobre 1593. Après la mort de John Maitland le 3 octobre 1595, sa veuve Jean Fleming épouse le comte de Cassilis et le 22 février 1599 Fleming et Cassilis accueillent Jacques VI au château.
Le fils de Lord Maitland, John Maitland, est créé 1er comte de Lauderdale en 1624. Son fils, John Maitland, duc de Lauderdale (1616-1682), époux en première noces d'Anne Home, est l'une des figures écossaises les plus importantes de la fin du XVIIe siècle, nommé secrétaire d'État pour l'Écosse en 1660, un poste doté d'un pouvoir et d'une influence inégalés. Il engage l'architecte William Bruce pour transformer le château en une résidence adaptée à la conduite des affaires de l'État. Entre 1670 et 1676, les modifications substantielles comprennent l'ajout des deux tours avant et du grand escalier, en plus de modifications internes importantes créant des pièces somptueuses avec de magnifiques plafonds en plâtre. Lauderdale demande à Bruce de conserver une grande partie du tissu antérieur du château, lui donnant une aura extérieure d'antiquité, tandis que les intérieurs répondent aux normes d'organisation et d'ameublement du XVIIe siècle. Cela permet à Lauderdale de se vanter de l'antiquité de sa résidence familiale tout en vivant dans un intérieur contemporain. Après la mort du duc de Lauderdale, sa veuve d'un second mariage, Elizabeth Maitland, duchesse de Lauderdale, explique dans une lettre combien il avait préféré Thirlestane au château de Lethington, jugeant préférable d'y installer sa famille plutôt qu'à Lothian. Il avait même pensé à être enterré à Lauder Kirk.
Au XIXe siècle, en des temps plus paisibles, le château devient un manoir de campagne écossais pour les comtes de Lauderdale. En 1840, les architectes d'Édimbourg David Bryce et William Burn sont engagés pour concevoir des extensions du château. Leurs ajouts consistent en deux grandes ailes flanquant le donjon central et une aile sud, construite autour d'une cour centrale, abritant de nouvelles cuisines, garde-manger, buanderies et logements de domestiques.
Pendant la Seconde Guerre mondiale, le château abrite St. Hilary's, une école de filles évacuée d'Édimbourg. Le 15e comte et la comtesse de Lauderdale vivent dans l'aile nord du château, tandis que l'école utilise le reste. Les dortoirs se trouvent aux étages supérieurs, tandis que les pièces principales sont des salles de classe. La grande salle à manger sert de salle à manger scolaire et de salle de réunion. St. Hilary's reste à Thirlestane jusqu'à la fin de 1944, date à laquelle ils retournent à Édimbourg.

## Le château aujourd'hui

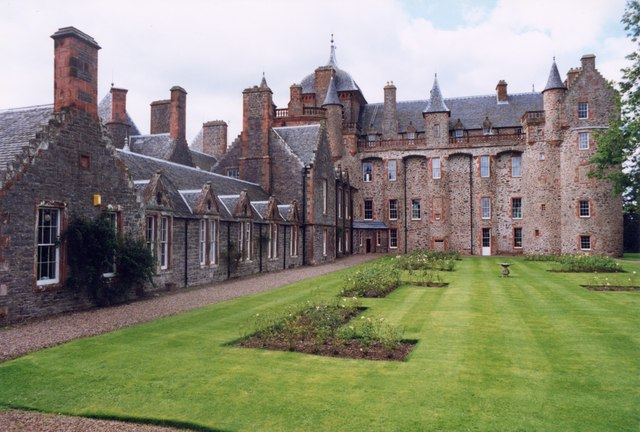
Jardins du château de Thirlestane.

Le capitaine Gerald Maitland-Carew hérite du château en 1972 de sa grand-mère maternelle, Ethel, comtesse de Lauderdale, épouse du 15e comte. A cette époque, le château est dans un état de délabrement sérieux, nécessitant une rénovation en profondeur. En 1984, le château est donné à une fondation caritative créée pour assurer sa préservation, et d'importantes réparations sont effectuées, aidées par des subventions financières accordées par le Conseil des bâtiments historiques et le Fonds commémoratif du patrimoine national.
En plus du parc, du château lui-même et de ses intérieurs, Thirlestane est réputée pour ses belles collections de peintures, de meubles, de porcelaines et une collection de jouets historiques. 